# Ronas Hill
Ronas Hill, ou Rönies Hill, est un marilyn et le point culminant de l'archipel des Shetland, s'élevant à 450 mètres d'altitude, sur l'île de Mainland. Ronas Hill se trouve sur la péninsule de Northmavine située dans le Nord-Ouest de l'île. Par temps clair, il est possible d'observer la quasi-totalité de l'archipel depuis Ronas Hill, voire le sommet de l'île de Fair Isle. Ronas Hill provient du vieux norrois, Ron signifiant « terre pierreuse » ou « éboulis ».
Ronas Hill est un site du réseau Ramsar. Il possède sur ses flancs plusieurs plantes rares de la zone arctique ou sub-arctique.
Un cairn à chambre remontant au Néolithique se trouve à proximité du sommet.